# 超音波内視鏡
超音波内視鏡（ちょうおんぱないしきょう　英Endoscopic ultrasound：EUS）とは、超音波探触子を備えた内視鏡のこと。

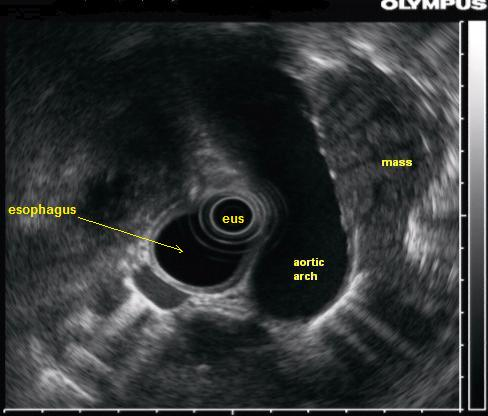
超音波気管支鏡

## 歴史
1980年頃に、内視鏡と超音波検査を組み合わせた原型が開発されてきた。
1992年にはデンマークのゲントフテ大学のピーター・ヴィルマン（Peter Vilmann）が、EUS-FNA（超音波内視鏡下穿刺吸引法）を報告して以来、発展を遂げてきている。

## 種類
- Radial型
- Linear型
- Convex型

主にEUS-FNA等の治療時に施行されることが多い

## 方法
- EUS
- EBUS：Endobronchial ultrasound
- Interventional EUS
  - EUS-FNA：EUS-fine needle aspiration
  - EBUS-FNA：EBUS-fine needle aspiration

## 関連
- 消化器学